# Macromitrium incurvifolium
Macromitrium incurvifolium är en bladmossart som beskrevs av Schwaegrichen 1827. Macromitrium incurvifolium ingår i släktet Macromitrium och familjen Orthotrichaceae. Inga underarter finns listade i Catalogue of Life.